# Jorge Urrutia Blondel
Jorge Urrutia Blondel (La Serena, 7 de septiembre de 1905 - 5 de julio de 1981) fue un abogado y compositor chileno. Se le considera parte de la generación de los fundadores de la institucionalidad musical chilena.

## Biografía
Urrutia Blondel llevó a cabo sus estudios humanísticos en el Instituto Nacional de Santiago y más tarde ingresó a la carrera de Leyes en la Universidad de Chile. Paralelamente y de forma privada tomó estudios con los maestros Andrés Steinfort (Teoría de la Música y Armonía), Raúl Hügel (Piano), Pedro Humberto Allende (Armonía y Composición) y Domingo Santa Cruz (Contrapunto).
En 1924 participó activamente en la obra de la Sociedad Bach, animada por Domingo Santa Cruz con otros músicos. Urrutia Blondel fue parte del Directorio, además de crítico y redactor de la revista "Marsyas", editada por la misma institución. Cuatro años más tarde fue nombrado secretario del Conservatorio Nacional de Música, al producirse la reforma de este centro. Este mismo año recibe una beca del Gobierno para estudiar en Europa, donde conoció a Charles Koechlin, Vincent d’Indy, Paul Dukas y Nadia Boulanger, en la Escuela Normal de París, además de Paul Hindemith y Hans Mersmann en la Hochschule für Musik de Berlín (1928-1931). Al volver a Chile fue nombrado profesor de Armonía y Composición en el Conservatorio.
Posteriormente tuvo otros puestos como el de secretario de la Facultad de Ciencias y Artes Musicales de la Universidad de Chile y miembro del Instituto de Investigaciones Musicales. Todo esto lo llevó a recibir en 1976 el Premio Nacional de Arte.
Como profesor tuvo entre sus alumnos a Juan Amenábar, José Vicente Asuar, Darwin Vargas Wallis y Miguel Aguilar.

## Obra

### Musical
Urrutia Blondel comenzó su carrera musical, escribiendo dentro de marco nacionalista; sin embargo, años más tarde adoptó elementos propios de los movimientos post-impresionistas y neoclásicos.
Su obra incluye las suites sinfónicas La Guitarra del Diablo (1942) y Música para un Cuento de Antaño (1948), la obra Pastoral de Alhué para pequeña orquesta (1937), Canciones y Danzas Folclóricas de Chile para coro (1933-1937, 1944), Música folclórica ritual de La Tirana para coro (1962), el Ballet Redes (1948, 1952), Tres Sugerencias de Chile para piano (1924-1926), así como varias canciones, música coral, piezas para piano y música de cámara.
Esta última obra; Tres Sugerencias de Chile para piano, la cual es su Op. 1, fue escrita originalmente en 1923 y luego es transcrita para guitarra por el propio Urrutia-Blondel  en el año 1940, y luego es revisada en 1975 junto al guitarrista Jorge Rojas-Zegers, en una descripción general podemos decir que tiene forma tripartita, pero lo especial es que sigue la forma tonada, siendo una de las pocas que se han escrito en Chile para guitarra, así pasa a constituir parte del repertorio histórico obligatorio de la guitarra chilena. En ella se deja ver además la herencia que guarda con su maestro Pedro Humberto Allende en cuanto a la formalidad y armonía de las tonadas de este compositor.

### Musicólogo
Su labor como investigador se basó en especial sobre la música chilena del siglo XX, la música de raíz folclórica y en particular, de las provincias del norte de Chile.